# ジョン・サンズ (印刷会社の創業者)
ジョン・サンズ（John Sands、1818年11月12日 – 1873年8月16日）は、植民地時代のオーストラリアの製版・印刷業者、文房具商。ジョン・サンズ社を創業し、『サンズ・ディレクトリ』を発行した。
サンズは、イングランドのバークシャー州サンドハーストに生まれ、1837年にシドニーへ移住した。G・P・ウォルシュ (G. P. Walsh) によれば、「彼が発行したディレクトリ、生活暦、地名集や、F・C・テリー (F. C. Terry) やS・T・ギルらの描いた植民地時代の生活の様子を伝える版画類によって特に知られている」という。